# François-Louis Hébert
Pour les articles homonymes, voir Hébert.
François-Louis Hébert, né le 14 septembre 1735 à Crouttes et massacré le 2 septembre 1792 à Paris, est un religieux français, supérieur général des prêtres de la congrégation des eudistes. 

## Biographie

### Religieux chez les eudistes
Après des études à Caen, François-Louis Hébert entre dans la congrégation des eudistes, vouée à l’instruction de prêtres. Il est d’abord professeur de philosophie, puis de théologie, à Domfront, l’une des seize maisons de la congrégation. Progressant dans la hiérarchie de sa congrégation, il est appelé à Paris en 1774 pour être coadjuteur du supérieur général Pierre Dumont, grand vicaire de Coutances, puis à la mort de ce dernier en 1788, devient supérieur général de la congrégation. 
Sous sa conduite, la maison des eudistes de Paris, rue Mouffetard, devient un foyer d’opposition à la constitution civile du clergé et un lieu d'organisation des départs pour l'émigration. Ses sermons jouissent, pour cette raison, d’une affluence qui inquiète, en avril 1791, le président de la section de l'Observatoire, dont dépend cette rue. Interrogé, il s'en tire sans trop de difficultés. Les eudistes sont dissous par décret de l'Assemblée législative du 5 avril 1792.

### Victime de la Révolution
Le confesseur de Louis XVI, Jean-Jacques Poupart, curé de Saint-Eustache, ayant prêté serment à la constitution civile du clergé, Hébert est choisi pour le remplacer. Il convainc le souverain de prêter vœu au Sacré-Cœur pour en finir avec la Révolution. Resté aux côtés du roi lors de la journée du 10 août 1792, il se retire ensuite, tout en conservant l'habit religieux. 
Arrêté le 12 août 1792, il est conduit à la prison des Carmes, où il est tué dès le premier jour des massacres de Septembre. L'exaltation des « martyrs de Septembre » constitua, tout au long du XIXe siècle, un thème commun de l’historiographie catholique et royaliste. Ils sont béatifiés le 17 octobre 1926 par le pape Pie XI. François-Louis Hébert est ainsi l'un des trois eudistes à avoir été béatifiés.